# Moncley
Moncley település Franciaországban, Doubs megyében. Lakosainak száma 296 fő (2022. január 1.). Moncley Pin, Chaucenne, Les Auxons, Sauvagney, Émagny, Vregille és Pelousey községekkel határos.

## Népesség
A település népességének változása:
| Lakosok száma | 175  | 231  | 221  | 325  | 304  | 293  | 280  | 276  | 272  | 296  |
|               | 1968 | 1982 | 1990 | 2006 | 2013 | 2015 | 2017 | 2019 | 2020 | 2022 |